# Coupe du monde de snowboard de Montafon

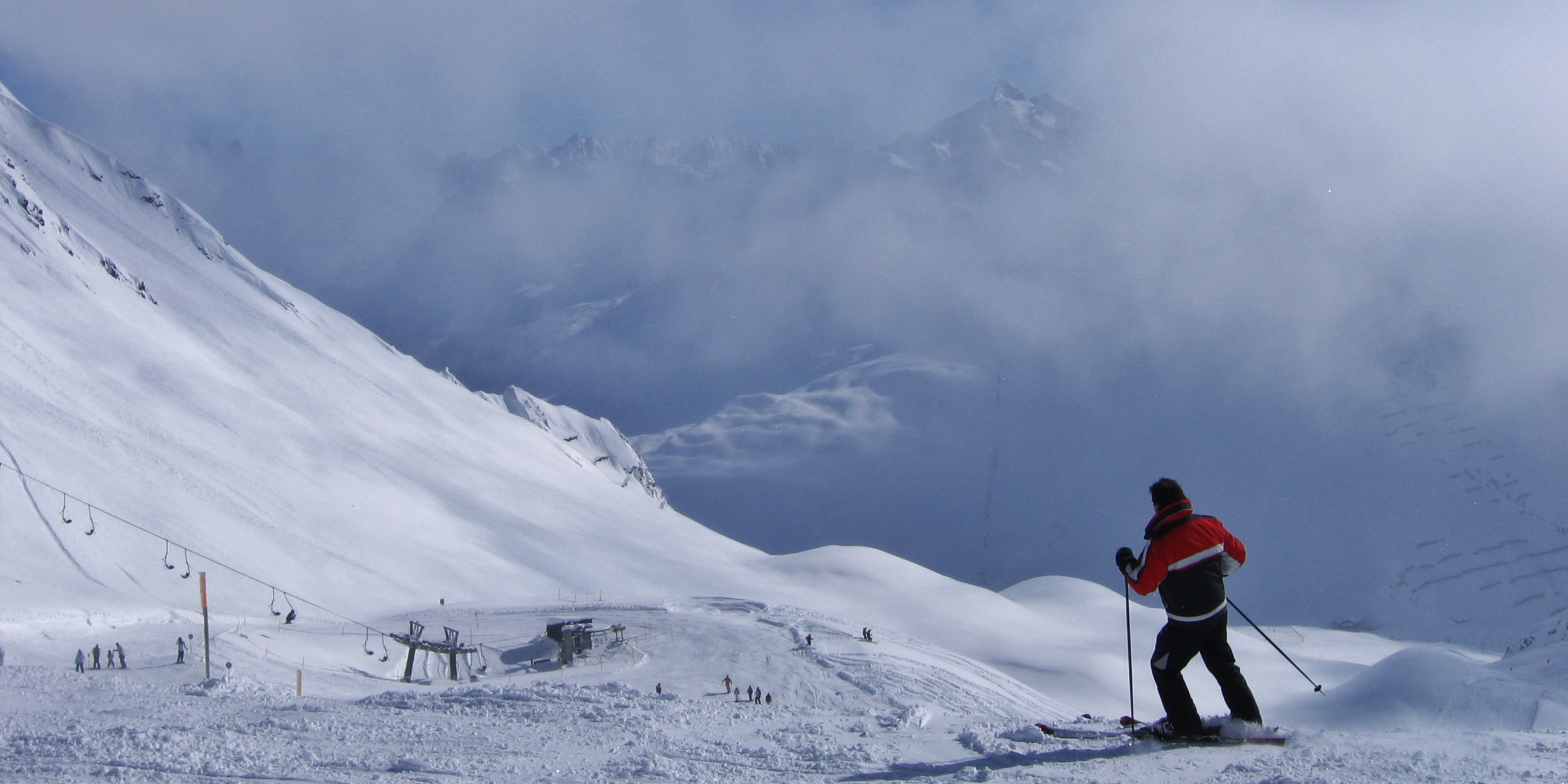
Domaine skiable Silvretta Montafon

Le championnat de snowboard de Montafon fait partie depuis la saison 2012-2013 de la coupe du monde de snowboard. Il est organisé par le comité international de ski et le comité autrichien de ski. 

## Organisation
L'organisation de la Coupe du Monde est une collaboration entre Montafon Tourism, Silvretta Montafon et les clubs de ski de la vallée. Le comité d’organisation comprend le président Peter Marko et le secrétaire général Christian Speckle. 
Cet évènement sportif est aussi supporté par le grand public de la région — les sapeurs-pompiers volontiers, la Croix-Rouge, 13 autres associations locales et 3 écoles sont également impliqués. Ils aident à préparer les pistes, noter les résultats, etc.
La piste de snowboardcross fait 985m de long et celle de slalom parallèle 280m. 
Les épreuves ont lieu à Schruns, dans le massif du Montafon au Vorarberg.

## Histoire
Lors de la saison 2010/11, la coupe du monde de snowboardcross s’est tenue pour la première fois à Lech am Arlberg. Puis les organisateurs ont recherché une station en Vorarlberg qui serait appropriée pour cette épreuve régulière et ont choisi le massif du Montafon. La première coupe du monde de Snowboardcross a eu lieu en décembre 2012. En décembre 2014, elle dut être annulée à cause des trop hautes températures. A la place furent organisés un slalom parallèle et une épreuve combinée par équipe. 